# Чемпіонат Англії з футболу 1998—1999: Прем'єр-ліга
Англійська прем'єр-ліга 1998–1999 (англ. FA Premier League) — сьомий сезон англійської Прем'єр-ліги, заснованої 1992 року. За результатами сезону «Манчестер Юнайтед» здобув свою п'яту перемогу у Прем'єр-лізі та загалом 12-е в історії звання чемпіонів Англії. Манкуніанці стали авторами так званого требла — крім перемоги у національному чемпіонаті в сезоні 1998/99 вони також тріумфували в Лізі чемпіонів та розіграші Кубка Англії. 
Успіху «Манчестер Юнайтед» значною мірою посприяло суттєве оновлення команди перед початком сезону. Клуб завершив співпрацю з декількома віковими гравцями, натомість витративши 28 мільйонів фунтів стерлінгів на придбання молодших, втім вже досить досвдідчених виконавців. За цю досить високу на той час трансферну суму лави «червоних дияволів» поповнили тринідадський нападник Двайт Йорк, центральний захисник збірної Нідерландів Яп Стам та шведський фланговий півзахинсик Єспер Блумквіст.
Попри надзвичайно впевнений виступ «Манчестер Юнайтед» у Прем'єр-лізі, у 38 матчах якої команда лише тричі зазнавала поразок, долю чемпіонських нагород сезону 1998/99 було визначено лише в останньому турі першості. У фінальній частині сезону чемпіонські надії, крім манчестерців, плекали два лондонських клуби — діючий чемпіон Англії «Арсенал» та очолюваний молодим амбітним італійським тренером Джанлукою Віаллі «Челсі». Вирішальним у чемпіонському протистоянні виявився матч останнього туру, в якому «Манчестер Юнайтед», мінімально програючи по ходу зустрічі, все ж таки здолав ще одну лондонську команду, «Тоттенгем Готспур». Ця перемога дозволила манкуніанцям набрати 78 очок, на одне очко випередивши «Арсенал», який фінішував другим.
Унизу турнірною таблиці розташувалися «Ноттінгем Форест» та «Чарльтон Атлетик», які лишень роком раніше підвищилися у класі до Прем'єр-ліги, а також «Блекберн Роверз», який за чотири сезони пройшов шлях від чемпіона Англії до команди, що змушена залишити елітний дивізіон англійського футболу.

## Команди-учасниці
У змаганнях Прем'єр-ліги сезону 1998—1999 взяли участь 20 команд, включаючи 17 команд-учасниць попереднього сезону та три команди, що підвищилися у класі з Чемпіонату Футбольної ліги.

## Турнірна таблиця
| М  | Команда               | І  | В  | Н  | П  | МЗ | МП | РМ  | О  | Кваліфікація або пониження в класі                      |
| -- | --------------------- | -- | -- | -- | -- | -- | -- | --- | -- | ------------------------------------------------------- |
| 1  | «Манчестер Юнайтед» Ч | 38 | 22 | 13 | 3  | 80 | 37 | +43 | 79 | Груповий раунд Ліги чемпіонів УЄФА 1999–2000            |
| 2  | «Арсенал»             | 38 | 22 | 12 | 4  | 59 | 17 | +42 | 78 | Груповий раунд Ліги чемпіонів УЄФА 1999–2000            |
| 3  | «Челсі»               | 38 | 20 | 15 | 3  | 57 | 30 | +27 | 75 | 3-й кваліфікаційний раунд Ліги чемпіонів УЄФА 1999–2000 |
| 4  | «Лідс Юнайтед»        | 38 | 18 | 13 | 7  | 62 | 34 | +28 | 67 | 1-й раунд Кубка УЄФА 1999–2000                          |
| 5  | «Вест Гем Юнайтед»    | 38 | 16 | 9  | 13 | 46 | 53 | −7  | 57 | 3-й раунд Кубка Інтертото 1999                          |
| 6  | «Астон Вілла»         | 38 | 15 | 10 | 13 | 51 | 46 | +5  | 55 |                                                         |
| 7  | «Ліверпуль»           | 38 | 15 | 9  | 14 | 68 | 49 | +19 | 54 |                                                         |
| 8  | «Дербі Каунті»        | 38 | 13 | 13 | 12 | 40 | 45 | −5  | 52 |                                                         |
| 9  | «Мідлсбро»            | 38 | 12 | 15 | 11 | 48 | 54 | −6  | 51 |                                                         |
| 10 | «Лестер Сіті»         | 38 | 12 | 13 | 13 | 40 | 46 | −6  | 49 |                                                         |
| 11 | «Тоттенгем Готспур»   | 38 | 11 | 14 | 13 | 47 | 50 | −3  | 47 | 1-й раунд Кубка УЄФА 1999–2000 1                        |
| 12 | «Шеффілд Венсдей»     | 38 | 13 | 7  | 18 | 41 | 42 | −1  | 46 |                                                         |
| 13 | «Ньюкасл Юнайтед»     | 38 | 11 | 13 | 14 | 48 | 54 | −6  | 46 | 1-й раунд Кубка УЄФА 1999–2000 2                        |
| 14 | «Евертон»             | 38 | 11 | 10 | 17 | 42 | 47 | −5  | 43 |                                                         |
| 15 | «Ковентрі Сіті»       | 38 | 11 | 9  | 18 | 39 | 51 | −12 | 42 |                                                         |
| 16 | «Вімблдон»            | 38 | 10 | 12 | 16 | 40 | 63 | −23 | 42 |                                                         |
| 17 | «Саутгемптон»         | 38 | 11 | 8  | 19 | 37 | 64 | −27 | 41 |                                                         |
| 18 | «Чарльтон Атлетик» Пн | 38 | 8  | 12 | 18 | 41 | 56 | −15 | 36 | Пониження до Футбольної ліги                            |
| 19 | «Блекберн Роверз» Пн  | 38 | 7  | 14 | 17 | 38 | 52 | −14 | 35 | Пониження до Футбольної ліги                            |
| 20 | «Ноттінгем Форест» Пн | 38 | 7  | 9  | 22 | 35 | 69 | −34 | 30 | Пониження до Футбольної ліги                            |

Джерела: RSSSF
Правила класифікації: 
1) очок; 2) різниця м'ячів; 3) кіл-ть забитих м'ячів.
1 «Тоттенгем Готспур» кваліфікувався до Кубка УЄФА як володар Кубка англійської ліги.

2«Ньюкасл Юнайтед» кваліфікувався до Кубка УЄФА як фіналіст Кубка Англії, оскільки переможець цього змагання «Манчестер Юнайтед» отримав право участі у Лізі чемпіонів УЄФА.
(Ч) = Чемпіон; (Пн)/(В) = Понижено в класі/Вибув; (Пв) = Підвищення в класі; (ПП) = Переможець плей-оф; (Н) = Перехід до наступного раунду. 
Застосовується тільки коли сезон ще не закінчений: 
(К) = Кваліфікований до раунду турніру; (КН) = Кваліфікований до турніру, але не до конкретного раунду; (Д) = Дискваліфікований з турніру.

## Результати
| Вдома \ В гостях1 | АРС | АСТ | БЛБ | ЧАР | ЧЕЛ | КОВ | ДЕР | ЕВЕ | ЛІД | ЛЕС | ЛІВ | МЮ  | МІД | НЬЮ | НОТ | ШВД | САУ | ТОТ | ВГЮ | ВІМ |
| Арсенал           |     | 1–0 | 1–0 | 0–0 | 1–0 | 2–0 | 1–0 | 1–0 | 3–1 | 5–0 | 0–0 | 3–0 | 1–1 | 3–0 | 2–1 | 3–0 | 1–1 | 0–0 | 1–0 | 5–1 |
| Астон Вілла       | 3–2 |     | 1–3 | 3–4 | 0–3 | 1–4 | 1–0 | 3–0 | 1–2 | 1–1 | 2–4 | 1–1 | 3–1 | 1–0 | 2–0 | 2–1 | 3–0 | 3–2 | 0–0 | 2–0 |
| Блекберн Роверз   | 1–2 | 2–1 |     | 1–0 | 3–4 | 1–2 | 0–0 | 1–2 | 1–0 | 1–0 | 1–3 | 0–0 | 0–0 | 0–0 | 1–2 | 1–4 | 0–2 | 1–1 | 3–0 | 3–1 |
| Чарльтон Атлетик  | 0–1 | 0–1 | 0–0 |     | 0–1 | 1–1 | 1–2 | 1–2 | 1–1 | 0–0 | 1–0 | 0–1 | 1–1 | 2–2 | 0–0 | 0–1 | 5–0 | 1–4 | 4–2 | 2–0 |
| Челсі             | 0–0 | 2–1 | 1–1 | 2–1 |     | 2–1 | 2–1 | 3–1 | 1–0 | 2–2 | 2–1 | 0–0 | 2–0 | 1–1 | 2–1 | 1–1 | 1–0 | 2–0 | 0–1 | 3–0 |
| Ковентрі Сіті     | 0–1 | 1–2 | 1–1 | 2–1 | 2–1 |     | 1–1 | 3–0 | 2–2 | 1–1 | 2–1 | 0–1 | 1–2 | 1–5 | 4–0 | 1–0 | 1–0 | 1–1 | 0–0 | 2–1 |
| Дербі Каунті      | 0–0 | 2–1 | 1–0 | 0–2 | 2–2 | 0–0 |     | 2–1 | 2–2 | 2–0 | 3–2 | 1–1 | 2–1 | 3–4 | 1–0 | 1–0 | 0–0 | 0–1 | 0–2 | 0–0 |
| Евертон           | 0–2 | 0–0 | 0–0 | 4–1 | 0–0 | 2–0 | 0–0 |     | 0–0 | 0–0 | 0–0 | 1–4 | 5–0 | 1–0 | 0–1 | 1–2 | 1–0 | 0–1 | 6–0 | 1–1 |
| Лідс Юнайтед      | 1–0 | 0–0 | 1–0 | 4–1 | 0–0 | 2–0 | 4–1 | 1–0 |     | 0–1 | 0–0 | 1–1 | 2–0 | 0–1 | 3–1 | 2–1 | 3–0 | 2–0 | 4–0 | 2–2 |
| Лестер Сіті       | 1–1 | 2–2 | 1–1 | 1–1 | 2–4 | 1–0 | 1–2 | 2–0 | 1–2 |     | 1–0 | 2–6 | 0–1 | 2–0 | 3–1 | 0–2 | 2–0 | 2–1 | 0–0 | 1–1 |
| Ліверпуль         | 0–0 | 0–1 | 2–0 | 3–3 | 1–1 | 2–0 | 1–2 | 3–2 | 1–3 | 0–1 |     | 2–2 | 3–1 | 4–2 | 5–1 | 2–0 | 7–1 | 3–2 | 2–2 | 3–0 |
| Манчестер Юнайтед | 1–1 | 2–1 | 3–2 | 4–1 | 1–1 | 2–0 | 1–0 | 3–1 | 3–2 | 2–2 | 2–0 |     | 2–3 | 0–0 | 3–0 | 3–0 | 2–1 | 2–1 | 4–1 | 5–1 |
| Мідлсбро          | 1–6 | 0–0 | 2–1 | 2–0 | 0–0 | 2–0 | 1–1 | 2–2 | 0–0 | 0–0 | 1–3 | 0–1 |     | 2–2 | 1–1 | 4–0 | 3–0 | 0–0 | 1–0 | 3–1 |
| Ньюкасл Юнайтед   | 1–1 | 2–1 | 1–1 | 0–0 | 0–1 | 4–1 | 2–1 | 1–3 | 0–3 | 1–0 | 1–4 | 1–2 | 1–1 |     | 2–0 | 1–1 | 4–0 | 1–1 | 0–3 | 3–1 |
| Ноттінгем Форест  | 0–1 | 2–2 | 2–2 | 0–1 | 1–3 | 1–0 | 2–2 | 0–2 | 1–1 | 1–0 | 2–2 | 1–8 | 1–2 | 1–2 |     | 2–0 | 1–1 | 0–1 | 0–0 | 0–1 |
| Шеффілд Венсдей   | 1–0 | 0–1 | 3–0 | 3–0 | 0–0 | 1–2 | 0–1 | 0–0 | 0–2 | 0–1 | 1–0 | 3–1 | 3–1 | 1–1 | 3–2 |     | 0–0 | 0–0 | 0–1 | 1–2 |
| Саутгемптон       | 0–0 | 1–4 | 3–3 | 3–1 | 0–2 | 2–1 | 0–1 | 2–0 | 3–0 | 2–1 | 1–2 | 0–3 | 3–3 | 2–1 | 1–2 | 1–0 |     | 1–1 | 1–0 | 3–1 |
| Тоттенгем Готспур | 1–3 | 1–0 | 2–1 | 2–2 | 2–2 | 0–0 | 1–1 | 4–1 | 3–3 | 0–2 | 2–1 | 2–2 | 0–3 | 2–0 | 2–0 | 0–3 | 3–0 |     | 1–2 | 0–0 |
| Вест Гем Юнайтед  | 0–4 | 0–0 | 2–0 | 0–1 | 1–1 | 2–0 | 5–1 | 2–1 | 1–5 | 3–2 | 2–1 | 0–0 | 4–0 | 2–0 | 2–1 | 0–4 | 1–0 | 2–1 |     | 3–4 |
| Вімблдон          | 1–0 | 0–0 | 1–1 | 2–1 | 1–2 | 2–1 | 2–1 | 1–2 | 1–1 | 0–1 | 1–0 | 1–1 | 2–2 | 1–1 | 1–3 | 2–1 | 0–2 | 3–1 | 0–0 |     |

Джерело: RSSSF
1Команда-господар записана у лівому стовпчику.
Кольори: Голубий = господар переміг; Жовтий = нічия; Червоний = гості перемогли.

## Статистика

### Бомбардири
| Місце | Гравець                   | Клуб                | Голів |
| ----- | ------------------------- | ------------------- | ----- |
| 1     | Джиммі Флойд Гассельбайнк | «Лідс Юнайтед»      | 18    |
| 1     | Майкл Овен                | «Ліверпуль»         | 18    |
| 1     | Двайт Йорк                | «Манчестер Юнайтед» | 18    |
| 4     | Ніколя Анелька            | «Арсенал»           | 17    |
| 4     | Енді Коул                 | «Манчестер Юнайтед» | 17    |
| 6     | Гамільтон Рікард          | «Мідлсбро»          | 15    |
| 7     | Діон Даблін               | «Астон Вілла»       | 14    |
| 7     | Роббі Фаулер              | «Ліверпуль»         | 14    |
| 7     | Джуліан Джоакім           | «Астон Вілла»       | 14    |
| 7     | Алан Ширер                | «Ньюкасл Юнайтед»   | 14    |

## Щомісячні нагороди
| Місяць   | Тренер місяця                        | Гравець місяця                   |
| -------- | ------------------------------------ | -------------------------------- |
| серпень  | Алан Кербішлі («Чарльтон Атлетик»)   | Майкл Овен («Ліверпуль»)         |
| вересень | Джон Грегорі («Астон Вілла»)         | Алан Ширер («Ньюкасл Юнайтед»)   |
| жовтень  | Мартін О'Ніл («Лестер Сіті»)         | Рой Кін («Манчестер Юнайтед»)    |
| листопад | Гаррі Реднап («Вест Гем Юнайтед»)    | Діон Даблін («Астон Вілла»)      |
| грудень  | Джордж Грем («Тоттенгем Готспур»)    | Пол Скоулз («Манчестер Юнайтед») |
| січень   | Алекс Фергюсон («Манчестер Юнайтед») | Двайт Йорк («Манчестер Юнайтед») |
| лютий    | Алан Кербішлі («Чарльтон Атлетик»)   | Ніколя Анелька («Арсенал»)       |
| березень | Девід О'Лірі («Лідс Юнайтед»)        | Рей Парлор («Арсенал»)           |
| квітень  | Алекс Фергюсон («Манчестер Юнайтед») | Кевін Кемпбелл («Евертон»)       |